# Élections législatives slovènes de 2011
Les élections législatives slovènes de 2011 (en slovène : Državnozborske volitve v Sloveniji 2011) se tiennent de manière anticipée le dimanche 4 décembre 2011, afin d'élire les 90 députés de la 6e législature de l'Assemblée nationale pour un mandat de quatre ans.
Ce scrutin est convoqué après l'échec du vote de confiance sollicité par le président du gouvernement social-démocrate Borut Pahor. Il voit la victoire du nouveau parti Slovénie positive (PS) du maire de Ljubljana Zoran Janković et l'effondrement des Sociaux-démocrates. Il faudra un peu plus de deux mois au pays pour se doter d'un gouvernement de coalition, soutenu par cinq partis du centre et du centre droit et dirigé par Janez Janša.

## Contexte
Lors des élections législatives de 2008, les Sociaux-démocrates (SD) de Borut Pahor remportent plus de 30 % des voix, un bon de 20 points en quatre ans. Ils s'imposent de justesse face au Parti démocratique slovène (SDS) du président du gouvernement Janez Janša. Pahor est alors perçu comme le plus à même de réunir une majorité.
Ayant constitué une coalition avec Réel - Nouvelle politique (Zares), le Parti démocrate des retraités slovènes (DeSUS) et la Démocratie libérale slovène (LDS), Pahor peut former un gouvernement de 18 ministres et recevoir l'investiture de l'Assemblée nationale environ deux mois après le scrutin.
Le DeSUS se retire de l'alliance au pouvoir, lui faisant perdre sa majorité absolue, le 19 avril 2011. Il est suivi deux mois plus tard par Zares, après le rejet par référendum d'une série de projets gouvernementaux concernant notamment les retraites et le marché du travail. Voulant remanier son gouvernement pour acter cette nouvelle donne politique, Pahor sollicite la confiance des députés le 20 septembre suivant, mais ceux-ci la lui refusent par 51 voix contre. Une semaine plus tard, le président de la République Danilo Türk annonce la convocation d'élections anticipées.

## Mode de scrutin
L'Assemblée nationale (Državni zbor) est la chambre basse du Parlement bicaméral de la Slovénie. Elle est composée de 90 députés élus pour quatre ans dont 88 au scrutin proportionnel plurinominal de liste avec vote préférentiel et seuil électoral de 4 % dans huit circonscriptions de 11 sièges. Après décompte des voix, les sièges sont répartis dans chaque circonscription sur la base du quotient de Droop, puis au niveau national pour les sièges restants selon la méthode d'Hondt. Pour chaque liste, les mandats sont attribués en fonction du nombre de votes préférentiels obtenus par les candidats.
Les deux autres sièges sont réservés aux minorités italiennes et hongroises à raison d'un député chacune, élus en un seul tour à l'aide d'un système de vote pondéré : la méthode Borda. Les électeurs concernés classent les candidats sur le bulletin de vote en leur attribuant des chiffres en partant de 1 pour leur candidat favori. Le candidat classé en premier reçoit autant de voix que de candidats dans la liste, celui classé deuxième une de moins, et ainsi de suite. Le candidat ayant recueilli le plus de voix est déclaré élu. Les slovènes votant pour les représentants des minorités peuvent aussi participer à l'élection des 88 autres sièges.
La loi électorale impose que chaque liste présente au moins 35 % de candidats de l'un et l'autre sexe. Les listes ne comportant que trois noms doivent ainsi compter au moins un homme et une femme.

## Principales forces politiques
| Parti | Parti                                                                                             | Idéologie                                                            | Chef de file                            | Résultat en 2008          |
| ----- | ------------------------------------------------------------------------------------------------- | -------------------------------------------------------------------- | --------------------------------------- | ------------------------- |
|       | Sociaux-démocrates Socialni demokrati (SD)                                                        | Centre gauche Social-démocratie                                      | Borut Pahor (Président du gouvernement) | 30,5 % des voix 29 sièges |
|       | Parti démocratique slovène Slovenska demokratska stranka (SDS)                                    | Centre droit Conservatisme                                           | Janez Janša                             | 29,3 % des voix 28 sièges |
|       | Réel - Les sociaux-libéraux Zares - socialni liberali (Zares)                                     | Centre Social-libéralisme                                            | Gregor Golobič                          | 9,4 % des voix 9 sièges   |
|       | Parti démocrate des retraités slovènes Demokratična stranka upokojencev Slovenije (DeSUS)         | Centre Social-libéralisme, défense des retraités                     | Karl Erjavec                            | 7,5 % des voix 7 sièges   |
|       | Parti national slovène Slovenska nacionalna stranka (SNS)                                         | Droite à extrême droite Nationalisme, conservatisme, euroscepticisme | Zmago Jelinčič Plemeniti (sl)           | 5,4 % des voix 5 sièges   |
|       | Parti populaire slovène Slovenska ljudska stranka (SLS)                                           | Centre droit Conservatisme, démocratie chrétienne                    | Radovan Žerjav                          | 5,2 % des voix 5 sièges   |
|       | Démocratie libérale slovène Liberalna demokracija Slovenije (LDS)                                 | Centre Social-libéralisme                                            | Katarina Kresal                         | 5,2 % des voix 5 sièges   |
|       | Nouvelle Slovénie - Parti chrétien populaire Nova Slovenija – Kršcanska ljudska stranka (NSi)     | Centre droit Démocratie chrétienne, conservatisme                    | Ljudmila Novak                          | 3,4 % des voix 0 siège    |
|       | Liste civique de Gregor Virant Državljanska lista Gregorja Viranta (DLGV)                         | Centre Libéralisme                                                   | Gregor Virant                           | Inexistant                |
|       | Liste de Zoran Janković - Slovénie positive Lista Zorana Jankovića - Pozitivna Slovenija (LZJ-PS) | Centre gauche Social-libéralisme                                     | Zoran Janković (Maire de Ljubljana)     | Inexistant                |

## Résultats

### Nationaux
|                           |                                                               |                                  |                                  |                                  |        |               |  |  |
| Parti                     | Parti                                                         | Voix                             | %                                | +/-                              | Sièges | +/-           |  |  |
|                           | Liste de Zoran Janković - Slovénie positive (LZJ-PS)          | 314 273                          | 28,51                            | Nv.                              | 28     | 28            |  |  |
|                           | Parti démocratique slovène (SDS)                              | 288 719                          | 26,19                            | 3,07                             | 26     | 2             |  |  |
|                           | Sociaux-démocrates (SD)                                       | 115 952                          | 10,52                            | 19,93                            | 10     | 19            |  |  |
|                           | Liste civique de Gregor Virant (DLGV)                         | 92 282                           | 8,37                             | Nv.                              | 8      | 8             |  |  |
|                           | Parti démocrate des retraités slovènes (DeSUS)                | 76 853                           | 6,97                             | 0,48                             | 6      | 1             |  |  |
|                           | Parti populaire slovène (SLS)                                 | 75 311                           | 6,83                             | 1,62                             | 6      | 1             |  |  |
|                           | Nouvelle Slovénie - Parti chrétien populaire (NSi)            | 53 758                           | 4,88                             | 1,48                             | 4      | 4             |  |  |
|                           | Parti national slovène (SNS)                                  | 19 786                           | 1,80                             | 3,60                             | 0      | 5             |  |  |
|                           | Démocratie libérale slovène (LDS)                             | 16 268                           | 1,48                             | 3,73                             | 0      | 5             |  |  |
|                           | Parti pour le développement durable de la Slovénie (sl) (TRS) | 13 477                           | 1,22                             | Nv.                              | 0      | en stagnation |  |  |
|                           | Parti de la jeunesse - Verts européens (SMS-Zeleni)           | 9 532                            | 0,86                             | N/A                              | 0      | en stagnation |  |  |
|                           | Réel - Les sociaux-libéraux (Zares)                           | 7 218                            | 0,65                             | 8,72                             | 0      | 9             |  |  |
|                           | Parti démocratique du travail (DSD)                           | 7 118                            | 0,65                             | Nv.                              | 0      | en stagnation |  |  |
|                           | Verts de Slovénie (Zeleni)                                    | 4 000                            | 0,36                             | 0,15                             | 0      | en stagnation |  |  |
|                           | Mouvement pour la Slovénie (GZS)                              | 3 339                            | 0,30                             | Nv.                              | 0      | en stagnation |  |  |
|                           | Autres                                                        | 4 370                            | 0,40                             | –                                | 0      | en stagnation |  |  |
|                           | Minorités hongroise et italienne                              | Minorités hongroise et italienne | Minorités hongroise et italienne | Minorités hongroise et italienne | 2      | en stagnation |  |  |
|                           |                                                               |                                  |                                  |                                  |        |               |  |  |
| Suffrages exprimés        | Suffrages exprimés                                            | 1 102 256                        | 98,29                            |                                  |        |               |  |  |
| Votes blancs et invalides | Votes blancs et invalides                                     | 19 219                           | 1,71                             |                                  |        |               |  |  |
| Total                     | Total                                                         | 1 121 475                        | 100                              | –                                | 90     | en stagnation |  |  |
| Abstentions               | Abstentions                                                   | 588 217                          | 34,40                            |                                  |        |               |  |  |
| Inscrits/Participation    | Inscrits/Participation                                        | 1 709 692                        | 65,60                            |                                  |        |               |  |  |

### Minorités
Les deux représentants pour leur communauté respective sont réélus.
| Minorité italienne   | Minorité italienne | Minorité italienne |                      | Minorité hongroise | Minorité hongroise | Minorité hongroise |
| Candidats            | Voix               | %                  | Candidats            | Voix               | %                  |                    |
| -------------------- | ------------------ | ------------------ | -------------------- | ------------------ | ------------------ | ------------------ |
| Roberto Battelli     | 1 009              | 100                | Laszlo Göncz         | 5 135              | 68,54              |                    |
|                      |                    |                    | Dušan Orban          | 2 357              | 31,46              |                    |
| Total                | 7 492              | 100                |                      |                    |                    |                    |
|                      |                    |                    |                      |                    |                    |                    |
| Votes valides        | 1 009              | 97,59              | Votes valides        | 3 324              | 98,29              |                    |
| Votes blancs et nuls | 143                | 12,41              | Votes blancs et nuls | 58                 | 1,71               |                    |
| Total                | 1 152              | 100                | Total                | 3 382              | 100                |                    |

## Analyse
À la surprise générale, le parti de centre gauche Slovénie positive (PS), créé deux mois auparavant par le maire de Ljubljana Zoran Janković, arrive en tête du scrutin avec 28,53 % des suffrages. Il devance ainsi le Parti démocratique slovène (SDS) de centre droit de l'ancien président du gouvernement Janez Janša, pourtant favori des sondages. Les Sociaux-démocrates (SD) du chef de l'exécutif sortant Borut Pahor s'effondrent en perdant près de 20 points, tandis que ses alliés ou anciens alliés de la Démocratie libérale slovène (LDS) et de Réel - Les sociaux-libéraux (Zares) sont exclus de l'Assemblée nationale faut d'avoir franchi le seuil des 4 %.
La constitution d'une majorité s'annonce néanmoins complexe, les résultats étant très serrés et le prochain exécutif appelé à mener des réformes douloureuses pour assainir les finances publiques. Au soir de l'élection, une association entre PS, les SD et la Liste civique (DLGV) de l'ancien ministre Gregor Virant, en rupture de ban avec Janša, semble être une option envisagée. Si Janša juge que « ces résultats ne sont pas ceux que nous avions espérés », Janković estime que « les résultats montrent que les citoyens veulent un Etat différent, ils ont eu Jansa, Pahor, maintenant ils veulent un Etat démocratique mais aussi efficace ».

## Conséquences
Le 5 janvier 2012, le président de la République Danilo Türk propose la candidature de Zoran Janković au poste de président du gouvernement, expliquant avoir porté son choix — « comme le veut l'usage » —, sur le « chef du parti ayant rassemblé le plus de votes ». Quatre jours plus tard, alors qu'il négocie une alliance à quatre avec les Sociaux-démocrates, le Parti des retraités et la Liste civique, cette dernière oppose une fin de non-recevoir, faisant état de divergences trop profondes. Aussi le 11 janvier, l'Assemblée nationale rejette la nomination du maire de la capitale par 42 voix favorables, quatre de moins que la majorité requise, une première dans l'histoire démocratique slovène.
Le chef de l'État confie, une semaine plus tard, la mission de former le nouvel exécutif à Marko Voljč, cadre dirigeant du groupe financier belge KBC. Türk souligne qu'il « aura naturellement besoin d'un large soutien des partis politiques » car, selon lui, « la Slovénie a besoin d'un Premier ministre disposant d'une crédibilité et d'une bonne réputation pour sortir le pays de la crise ». Le 25 janvier cependant, les partis SDS, DLGV, DeSUS, SLS et NSi — qui totalisent 50 députés sur 90 — annoncent avoir signé un accord de coalition et vouloir proposer la candidature de Janez Janša pour diriger l'exécutif, Danilo Türk réagissant en considérant Janša comme « pas complètement légitime » puisqu'il est mis en cause dans une affaire de corruption.
Conformément à la Constitution, la candidature de Janša est soumis aux députés par les groupes parlementaires qui le soutiennent. Il reçoit ainsi l'investiture de l'Assemblée le 28 janvier par 51 suffrages favorables et 39 défavorables. Son gouvernement de 12 ministres reçoit la confiance des parlementaires le 10 février suivant, recueillant  par 50 voix pour, 10 contre et 22 abstentions.